# China, Texas
China är en ort i delstaten Texas i USA. Antalet invånare uppgick vid folkräkningen år 2000 till 1 112.